# Лавров, Александр Васильевич (музыкант)
Александр Васильевич Лавров (род. 13 августа 1962) — советский и российский пианист, клавишник, композитор, аранжировщик

, дирижёр, саунд-продюсер и музыкальный педагог. 
Автор и продюсер более 20 альбомов поп-музыки, рок-музыки, классической, джазовой, фольклорной музыки. Дирижировал свыше 30 симфоническими оркестрами более чем в 50 городах.

## Биография
Родился в 1962 году. Учился по классу музыкальной композиции и аранжировки у Юрия Маркина и Родиона Щедрина.
В 1981—1983 годах Лавров писал музыку к спектаклям студенческого театра М. Задорного, Четверкина в ДК МАИ Ритмы Рима. В этот же период написана музыка к спектаклям театра «Глобус» Елены Озерцовой «Свадьба» и «Кто там за дверью?».
С 1982 по 1986 год Лавров как клавишник переиграл со многими ведущими джазовыми музыкантами СССР. В это же время выступал с сольными концертами, работал в немецком и финском посольствах со своим джазовым ансамблем. Написал джазовую обработку 1-й сонаты Родиона Щедрина, которая была высоко оценена автором.
В 1985 году выступал на Всемирном фестивале молодёжи и студентов в Москве.
В 1986 году выступил в качестве аранжировщика народных песен на последнем (экспериментальном) альбоме Кола Бельды «Белый остров».
В 1996 году был выпущен CD «Вавилон», музыка в котором представляет собой синтез фольклора и различных течений современной музыки.
В 1998 году Лавров на свою музыку подготовил инструментальную программу «Полёт журавля» с известными джазовыми музыкантами Москвы.
В 2002 году назначен главным дирижёром оркестра «Глобалис».  
В 2002—2003 годах создана «Белая симфония» (до сих пор не исполнена).

В 2004 году в рок-обработке Лаврова был поставлен балет Андрея Петрова «Сотворение мира» в постановке Н. Касаткиной и В. Васильева. Премьера прошла в Кремлёвском дворце съездов: 
Многоголосный симфонический оркестр сменил более «камерный», но не менее мощный рок-ансамбль. Такая обработка, сделанная Александром Лавровым, удивительно хорошо легла на музыку балета и придала ей необычное и современное звучание. Вся «райская» музыка в духе неоклассицизма, иногда напоминающая музыку Генделя, растворилась в красочных тембрах синтезатора и женских голосах. Остальная же «дьявольщина», выраженная с помощью остро диссонантной музыки XX века, была поручена «тяжелой артиллерии» рок-группы – электрогитаре, бас-гитаре и ударным.
В 2005 году Лавров представлял Россию на Всемирной выставке «Экспо-2005» в Нагое (Япония) с программой оперных шлягеров в собственной обработке. Следующие два года прошли под знаком проекта «Эпоха Трубадуров», в котором оперные звезды исполняли программы из оперных арий и авторской неоклассической музыки Лаврова в современном рок-звучании.
В 2009 году на международном фестивале в Мидеме Канны Лавров представлял программу группы «Че» (солистка Вика Черенцова).
Среди работ Лаврова — шоу-балет «Вавилон» в постановке А. Пряникова, транслировавшийся по телевидению в Германии.
Является одним из основателей и преподавателем в Рок-Академии «Москворечье».

### Творческое сотрудничество
- Кола Бельды — «Белый остров», 1986 год. Песни из альбома прозвучали на ежегодном фестивале газеты L’Humanité в Париже[8]
- Группа «Обряд» — альбомы «Сладкая Вера», 1991 г. и «Cosmic Forces», 1992 год. Лавров, бывший композитором и аранжировщиком группы, выстроил для неё нестандартную музыкальную систему, основанную на русских знаменных распевах XII века[9].
- Николай Носков — альбом «Mother Russia» (группа Nikolay), 1995 год;

Он был записан следующими музыкантами:
Николай Носков - автор песен, вокал, клавиши;
 Дмитрий Четвергов - гитара, бас-гитара, бэк-вокал, клавишное программирование;
В песнях "Романс" и "Wintry Evening":
Игорь Багун - кларнет;
Павел Капитанчук - гобой;
Наталья Морозова Наталья Сухорученкова - виолончель;
Ирина Волкова - скрипка;
Александр Лавров - дирижер.
В песне "Mother Russia":
Michael Niesemann - гобой.
Альбом «Дышу Тишиной» (2000 г.) записан с академическим камерным оркестром под управлением Александра Лаврова. Презентация состоялась в Кремлёвском Дворце Съездов 10 октября 2000 года.
- Ирина Мусаэлян — «Арии из опер», 1994 год; CD «Аве Мария, Аве… (Серебряные кольца для Марии)», 1995 год. На материале второго альбома подготовлен спектакль «Ave Maria» в жанре музыкальной мистерии, где главными исполнителями были певица Ирина Мусаэлян и сам Лавров. Спектакль был поставлен режиссёром Ваге Шахвердяном к 1700-летию принятия Арменией христианства[11] и впервые был показан в Ереване в ноябре 1996 года. Высокую оценку спектаклю дали Президент Армении Л. Тер-Петросян и Католикос всех армян Гарегин I[источник не указан 4138 дней]. В 1997 году спектакль прошёл в Киеве, Москве и Санкт-Петербурге[12]. В марте-апреле 1998 года демонстрировался в Боготе (Колумбия) на VI Театральном Фестивале. Спектакль также входил в программу III Международного театрального фестиваля им. А. П. Чехова (Москва, 1998 год)[13].
- И. Александра — альбом «13», 1997 год. Альбом, где принимали участие многие лучшие рок музыканты. Александр Лавров — аранжировщик, продюсер
- Алсу — «Летящая над облаками» («Трилогия»), 2002 год. Лавров готовил эту программу с оркестром Suono di Vita. Концерт состоялся 8 ноября 2002 года в зале имени П. И. Чайковского
- «Александр Бар и ИNO оркестр» — альбом «Другой мир», 2009 год[14]
- Гитарист Александр Кутейников — альбом «Эклектика», 2011 год
- Игорь Ламзин — музыкальный проект «Contra-J», 2012 год. Выход альбома «Red Fire Machine», видеосъёмка — интервью в автосалоне «Авилон. Мерседес-Бенц». Обозреватель журнала Rockcor Дмитрий Климов пишет: К счастью для эстетов, ещё существуют музыканты, которые развиваются вопреки общим тенденциям. Для которых качество и необычность звучания куда важнее соблюдения навязанных извне канонов. Которые не отказываются от своего прошлого и своих пристрастий в угоду непостоянной моде. Их имена Александр Лавров (клавишные) и Игорь Ламзин (гитары). Их новый совместный проект CONTRA-J — нечто особенное не только для отечественной, но и для мировой джазовой сцены[15].

Contra-j "String Septets" (автор — Alexandr Lavrov), 2015.
- Телережиссёр Сония Белова. Александр Лавров — продюсер её программы «Уроки музыки» на Первом образовательном канале, 2014—2015.

## Студия звукозаписи
Александр Лавров записывает музыку в собственной студии «29», оборудованной уникальным раритетным оборудованием: большинство электронных инструментов и приборов студии выпущены до первой половины 90-х годов, когда, по словам самого Лаврова, звучание стало «мыльным».
А.В. Лавров известен своей многолетней педагогической деятельностью  по классу клавишных инструментов, композиции и джазовой импровизации. 

## Награды и достижения
- В 1980 году джаз-рок группа под управлением Александра Лаврова заняла 1-е место на Всесоюзном фестивале эстрадной и джазовой музыки
- Лауреат всероссийских и международных джазовых фестивалей
- Лауреат Государственной премии Армении им. Гаспаряна
- Лауреат Театральной премии Колумбии
- В 1999 году, по интернет-опросу газеты «Известия» Александр Лавров признан лучшим джазовым музыкантом года